# Adolf I van Altena
Adolf van Altena (ca. 1157 - Neuss, 15 april 1220) was als Adolf I van 1193 tot 1205 alsook van 1212 tot 1216 aartsbisschop van Keulen.

## Leven
Adolf was rond 1157 als tweede zoon van graaf Eberhard van Berg-Altena en Adelheid van Arnsberg geboren.
Rond  1177 werd hij een domheer in Keulen. In 1183, werd hij domdeken, in 1191 domproost en in 1193, na de troonsafstand van zijn oom, Bruno III van Berg, aartsbisschop van Keulen. De bisschopswijding werd in maart 1194 door Herman II van Katzenelnbogen, de prins-bisschop van Münster, uitgevoerd.
In 1194 zorgde hij voor de vrijlating van koning Richard I van Engeland, die hij kort daarop (begin februari 1194) feestelijk te Keulen ontving. Hij was een uitgesproken tegenstander van het Erbreichsplan van keizer Hendrik VI en weigerde op kerstmis 1195 in te gaan op de wens van Hendrik VI dat zijn zoon Frederik tot koning zou worden verkozen.Hij gaf in augustus 1197 zijn weerstand tegen de intussen door andere keurvorsten tot koning verkozen Frederik op tijdens een bijeenkomst in Boppard. Na het onverwachte overlijden van Hendrik VI verklaarde Adolf de koningskeuze echter voor nietig, daar Frederik niet zou zijn gedoopt en de keizer de keurvorsten onder druk had gezet.
In de daarop volgende Duitse troonstrijd tussen Hohenstaufen en Welfen kroonde hij op 12 juli 1198 de Welf Otto van Brunswijk in Aken tot rooms-koning. Een beetje later bevestigde paus Innocentius III, die er belang bij had de Staufen te verzwakken en dus hun macht (in het bijzonder in Italië) te breken, de verkiezing van Otto. Het optreden van Otto leidde reeds snel tot een distantiëring, zodat Adolf in de loop van 1204 contact legde met Filips van Zwaben. Verschillende politieke toezeggingen en een niet onaanzienlijke som geld deden vervolgens de rest. De aartsbisschop wisselde van kamp en kroonde op 6 januari 1205 ook de tegenkoning van de Staufen, Filips van Zwaben, tot rooms-koning, die in 1198 slechts in de dom van Mainz, maar wel met de echte Rijksinsignia (en vooral met de echte Rijkskroon), was gekroond.
De paus, die meende dat het aan hem voorbehouden was om een uitspraak te doen in deze kwestie, was door het gerucht van de Adolfs verandering van kamp geïrriteerd en vroeg Adolf zelf om de zaak op te komen klaren. Omdat Adolf niet zijn net moeizaam bevochten recht op de doorslaggevende stem bij de koningskeuze wou opofferen, reageerde hij niet op de vraag van de paus. Hiermee overschatte hij echter schromelijk zijn eigen belangrijkheid.
Op 19 juni 1205 werd hij hiervoor door paus Innocentius III in de ban gedaan en voor afgezet verklaard. Reeds in juni ging men in Keulen over tot de nieuwe verkiezing van een aartsbisschop. Daar men in het Rijnland echter nog volledig achter de Staufen stond, kon zijn opvolger zich niet echt tegenover hem laten gelden zodat het in het aartsbisdom Keulen tot een lokaal schisma kwam.
In 1207 bevond Adolf van Altena zich in Rome, waar hij tegen zijn opvolger procedeerde en vocht voor zijn herbenoeming tot aartsbisschop - zonder succes echter. Pas na de moord op Filips van Zwaben (21 juni 1208) en de daarmee veranderde politieke toestand onderwierpen hij en zijn aanhangers zich aan de paus en erkende zijn opvolger, waarvoor hij echter een jaarrente van 250 marken ontving.
Het toeval bracht Adolf nog eenmaal aan het hoofd van het aartsbisdom, toen Diederik I van Hengesbach door de pauselijke legaat werd afgezet en Adolf in maart 1212 met de leiding van het bisdom werd belast. Hij beschouwde dit aanvankelijk als een herbenoeming, maar het werd echter al snel duidelijk dat het slechts om een tijdelijke leidingsfunctie ging. Het aartsbisdom had nu echter in feite weer met een schisma te maken, vooral omdat Adolf nu met Diederik van Hengesbach bij de paus om de positie van aartsbisschop vocht. De beslissing viel in 1216 en in Keulen kwam het weer tot een nieuwe verkiezing van een aartsbisschop. De nieuwe aartsbisschop was Adolfs opvolger als domproost: Engelbert van Berg. Hij was een van zijn verwanten en had hem ten tijde van het schisma steeds gesteund, ook doordat hij goederen van het domkapittel in Adolfs handen had overgedragen.
Tot aan zijn dood in 1220 was Adolf nog steeds als hulpbisschop in het aartsbisdom Keulen actief.